# The Battle of Los Angeles
The Battle of Los Angeles är ett musikalbum av metalbandet Rage Against the Machine, släppt den 2 november 1999.
Albumet nådde första plats på Billboard 200. Förstasingeln "Guerrilla Radio" blev 69:a på Billboard Hot 100 och belönades med en Grammy för Best Hard Rock Performance. Även "Sleep Now in the Fire" och "Testify" släpptes som singlar. "Calm Like a Bomb" nådde popularitet efter att ha varit med på soundtracket till The Matrix Reloaded.

## Låtlista
1. "Testify" - 3:30
2. "Guerrilla Radio" - 3:26
3. "Calm Like a Bomb" - 4:59
4. "Mic Check" - 3:34
5. "Sleep Now in the Fire" - 3:26
6. "Born of a Broken Man" - 4:41
7. "Born as Ghosts" - 3:22
8. "Maria" - 3:48
9. "Voice of the Voiceless" - 2:32
10. "New Millennium Homes" - 3:45
11. "Ashes in the Fall" - 4:37
12. "War Within a Breath" - 3:37